# Tchantchès
 (février 2013).
Si vous disposez d'ouvrages ou d'articles de référence ou si vous connaissez des sites web de qualité traitant du thème abordé ici, merci de compléter l'article en donnant les références utiles à sa vérifiabilité et en les liant à la section « Notes et références ».

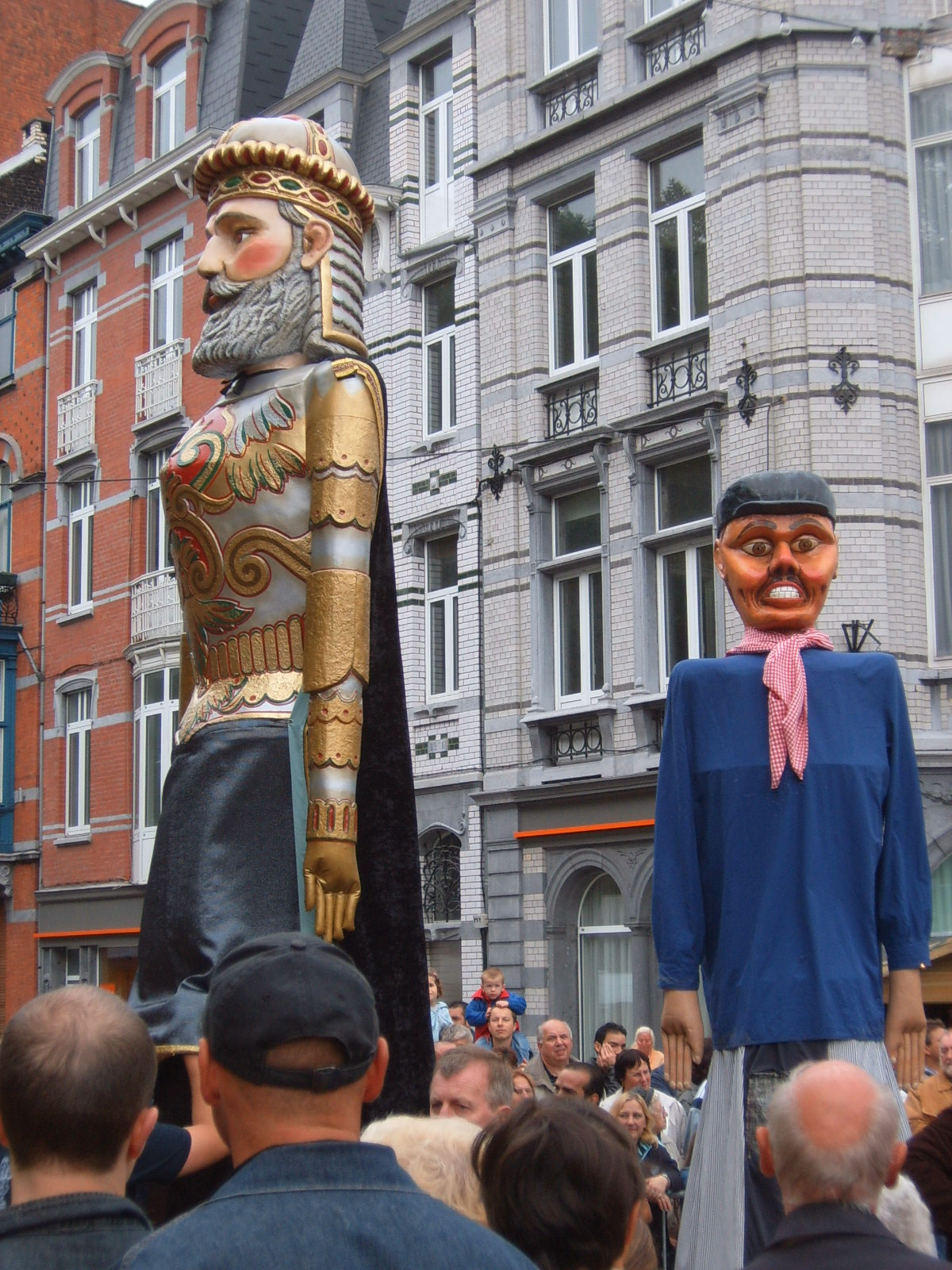
Géants Tchantchès et Charlemagne lors des fêtes du 15 août en Outremeuse à Liège

Tchantchès, parfois écrit Tchantchèt, est un personnage issu du folklore liégeois représenté par une marionnette.

## Origine folklorique de la marionnette liégeoise
Au début du XIXe siècle, on attribua souvent de manière erronée l'origine de la marionnette liégeoise à un Sicilien (en réalité Toscan) nommé Conti qui établit en Outremeuse un théâtre de marionnettes de type sicilien ou marionnettes à tringle unique en 1854. Cette fausse paternité vit le jour après la guerre 40 donnant vérité à un roman de Dieudonné Salme (wa) : « Li Houlot » car nul ne sait réellement d'où proviennent ces marionnettes. Ce qui est certain c'est que d'après d'autres écrits on retrouve des traces des marionnettes liégeoises avant l'arrivée de ce fameux Conti. Certains journalistes, ayant enquêté sur le sujet tels qu'Alexis Deitz ou Auguste Hock, parlent d'un premier théâtre sédentaire avec ce type de marionnettes en 1826 dans le quartier d'Outremeuse.
Dans ces théâtres, on jouait tous les écrits populaires du XIXe siècle. En particulier les romans de chevalerie de la « collection Bleue » des éditions Larousse, mettant le plus souvent en prose, les chansons de geste du Moyen Âge liées au preu Charlemagne. Dans les entre-scènes intervenait un personnage que l’on avait nommé Tchantchès. Le public liégeois, surtout dans les milieux ouvriers, réclama à cor et à cri tant et si bien que de l’entre-scène il entra dans les scènes et devint contemporain de Charlemagne.
Et comme à l’époque certains romantiques voulaient absolument faire naître Charlemagne en région liégeoise, Tchantchès n’eut vraiment pas à se déplacer beaucoup pour rencontrer le grand personnage.

### Origine du nom
D'après Maurice Piron, "Tchantchès est une altération du prénom dialectal liégeois Francwès, François". D'autres opinions feraient venir, linguistiquement, Tchantchès de « petit Jean » en flamand (Jantches) prononcé à la wallonne (D'jan tchès).
De nombreuses orthographes de son nom (Chanchet, Tchantchet, Jantches, Jeanches…) se retrouvent, notamment dans des registres de mines ou dans des journaux populaires d'époque ; et pour cause, le wallon s'écrivait comme il se prononçait, sans aucune orthographe, jusque dans les années 1950.
Ce n'est qu'avec Jean Haust qui fixe l'orthographe wallonne que Tchantchès s'écrira avec « ès » final, orthographe apposée sur le monument de Joseph Zommers érigé en 1937 en Outremeuse, au détriment du « èt » plus populaire.
C'est à cette même époque que les politiciens liégeois s'occupant de la culture dans la fin des années 1950 décideront très officiellement que la signification de Tchantchès viendrait d'une altération enfantine de « François » en bon wallon, bien que dans la littérature liégeoise François se traduise par Françwès. [réf. souhaitée]

## Le personnage
Le personnage ainsi appelé est une figure folklorique et emblématique de Liège ; en particulier du quartier d'Outremeuse. C'est à l’origine une marionnette à tringle représentant le public venant au théâtre de marionnette. Dans les années 1920, à la suite de la disparition des théâtres « bourgeois » (destinés aux classes sociales les plus riches qui ferment leurs portes, car leurs clients ont de nouvelles activités), il ne reste plus que les théâtres ouvriers. Le costume de Tchantchès se fixe : le pantalon à carreau noir et blanc, le sarrau bleu, le foulard rouge à pois blancs, la casquette noire. C'est le costume typique des ouvriers de la fin du XIXe début XXe siècle dans le nord de l’Europe.

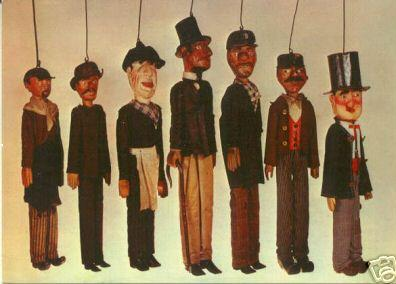
Anciens Tchantchès avant 1900 conservés au musée de la vie Wallonne. On peut voir que son costume n'était pas encore celui que l'on connait actuellement et qu'il s'habillait selon le public présent dans son théâtre.

Tchantchès arbore également le nez rouge d’amateur de peket, le genièvre.
Réellement les premières traces de l'apparition de ce personnage remontent vers 1860 dans le théâtre de Léopold Leloup dans la rue Roture. Dans ce théâtre venaient de nombreux étudiants en médecine… C'est afin de les contenter que ce petit personnage intermède de second rang occupera finalement le devant de la scène.

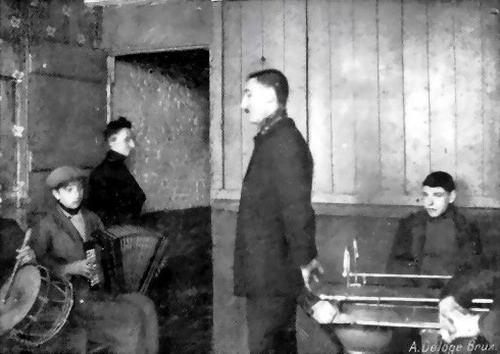
Léopold Leloup dans son théâtre de marionnette vers 1880.

Question caractère, il incarne l’esprit frondeur des Liégeois qui, à l’époque de sa création (milieu du XIXe siècle), venaient de bouter les Hollandais dehors peu après qu’ils eurent fait de même avec les princes-évêques : il n’est pas impressionné par les titres et les couronnes, il est courageux et déterminé, assoiffé de liberté mais aussi sensible à la gloriole.
À cet archétype du bonhomme liégeois il fallait associer une bonne femme liégeoise, ce fut fait avec Nanesse, la femme de Tchantchès. À la maison c’est elle qui porte la culotte, son révolutionnaire de mari n’a qu’à bien se tenir car sa poêle à frire ne sert pas qu’à faire des bouquettes. Ne serait-ce pas une manière de souligner avec ironie le décret d’Albert de Cuyck qui marquerait le début des libertés individuelles à Liège : « bonhomme en sa maison est le roi ».

## Tchantchès en bande dessinée
Le personnage de Tchantchès a fait l'objet de deux adaptations en bande dessinée.
La première fois en juillet 1940 par Al Peclers, sous la forme d'un strip quotidien dans les pages du journal La légia. Tchantchès y vivra 3 histoires (Les aventures de Tchantchès, Tchantchès au Far-West et Tchantchès et les conspirateurs) qui seront peu après éditées en album, par les éditions Gordinne.
Pour la seconde adaptation datant de 1988, les éditions Khani ont publié un premier album Tchantchès, contenant plusieurs courtes histoires, dessinées par François Walthéry. Un second album : Tchantchès gamin des rues, a été publié en 1995 par les éditions Noir Dessin Production.

### Albums
- Tchantchès, ses 3 premières aventures, Noir Dessin Production, 2007
Scénario et dessin : Al Peclers
- Tchantchès, Khani Éditions, 1988
Scénario : Michel Dusart, Jean Jour - Dessin : Francis, Laudec, François Walthéry - Couleurs : Vittorio Leonardo
- Tchantchès, gamin des rues, Noir Dessin Production, 1995
Scénario : Michel Dusart, Jean Jour - Dessin : Didier Casten, François Walthéry

## Représentations

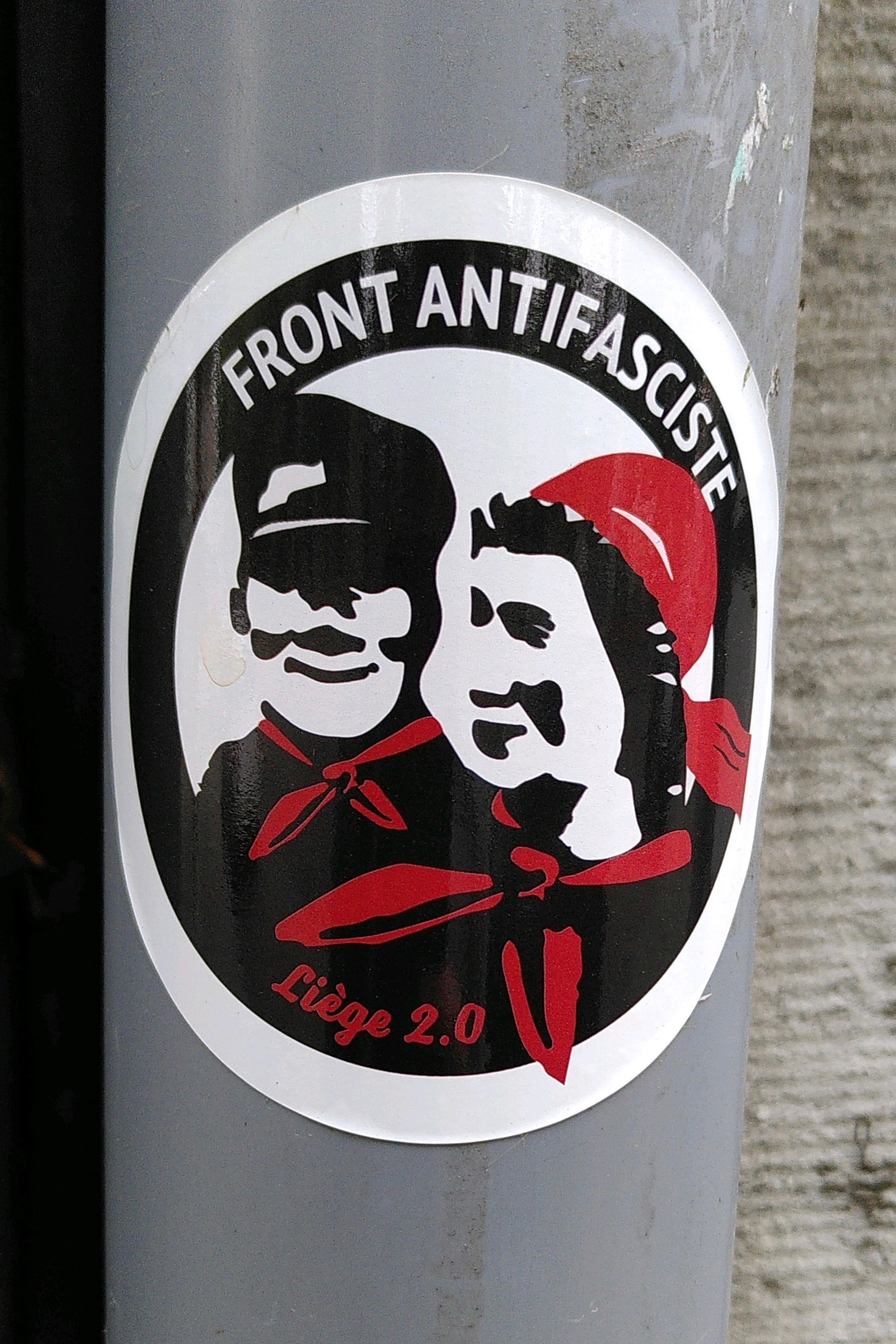
Autocollant antifasciste utilisant l'image de Tchantchès et Nanesse, photographié à Liège, en juin 2023.

- Petit Avion situé sur la place Saint-Lambert du centre-ville de Liège[5]
- Le monument Tchantchès situé rue Pont-Saint-Nicolas, au croisement des rues Puits-en-Sock et Surlet dans le quartier d'Outremeuse à Liège.

## Honneurs
- L'astéroïde (4440) Tchantchès lui doit son nom[6].